# Asthenes luizae
Asthenes luizae е вид птица от семейство Furnariidae. Видът е почти застрашен от изчезване.

## Разпространение
Видът е разпространен в Бразилия.